# Blooming
Albums par Ami Suzuki
Supreme Show
(2008)
Compilations par Ami Suzuki
Ami Selection
(2011)
Pour l’article homonyme, voir Flou lumineux.
Blooming (écrit en capitales : BLOOMING, avec le sous-titre mixed by DJ Ami Suzuki) est une compilation de remixes (ou mixtape), attribuée à « DJ Ami Suzuki », cette fois en tant que DJ et non en tant que chanteuse.

## Présentation
L'album sort le 21 juillet 2010 au Japon sous le label Avex Trax. Il atteint la 154e place du classement de l'Oricon, et ne reste classé qu'un semaine, se vendant anecdotiquement à 837 exemplaires durant cette période. 
C'est une compilation de remixes de titres de divers artistes par divers DJs, choisis et compilés en un mix "non-stop" par la chanteuse Ami Suzuki, dont c'est le premier album en tant que DJ, carrière parallèle qu'elle a débuté fin 2009 avec un DJ Tour (tournée de dance clubs) à la clé. Elle ne sortira d'ailleurs aucun disque en 2010 en tant que chanteuse, sa première année sans sortie depuis sa pause de 2002-2003. 
Il ne s'agit pas cette fois d'un album de remix de chansons interprétées par Ami Suzuki, comme l'était l'album Amix World sorti en 2006. L'album Blooming ne contient en fait qu'une seule chanson d'Ami Suzuki remixée : un remix de Kiss Kiss Kiss déjà paru avec la version originale du titre sur son single Kiss Kiss Kiss sorti en 2009.

## Liste des titres
| 1.  | Fade (Avicii 2009 Remix)                                                       | Solu Music feat. KimBlee      | 5:16 |
| 2.  | I Gotta Feeling (House Nation Sunset In Ibiza Remix)                           | Orangez                       | 4:29 |
| 3.  | Put Your Hands Up For Detroit feat. King Gordy & Bizarre of D12 (Extended Mix) | Fedde Le Grand                | 3:31 |
| 4.  | Bonkers                                                                        | Dizzee Rascal                 | 4:03 |
| 5.  | Out Of The Blue 2010 (Laidback Luke Mix)                                       | system F                      | 4:35 |
| 6.  | Rock U feat. Namie Amuro (ROCK U feat.安室奈美恵)                              | ravex                         | 4:09 |
| 7.  | Cheap Thrills (Vocal Club Mix)                                                 | Herve feat. Plastic Little    | 3:22 |
| 8.  | I Rave U (DJ 4TH Remix) (I RAVE U…)                                            | ravex                         | 3:10 |
| 9.  | Jager Meister                                                                  | Jager Meisters                | 3:13 |
| 10. | Show Me Love (Safari Mix)                                                      | Mobin Masters feat. Robin S   | 5:21 |
| 11. | Viva La Vida (House Nation Mix)                                                | DJ OMKT                       | 4:47 |
| 12. | Natural High (Dave Boynes Remix)                                               | Michael Woods feat. Inaya Day | 5:41 |
| 13. | One More Time (Mitomi Tokoto Big Summer Remix)                                 | Sunset In Ibiza               | 5:58 |
| 14. | Kiss Kiss Kiss (Extended English Version) (KISS KISS KISS…)                    | Ami Suzuki                    | 6:27 |
| 15. | Wonderful                                                                      | World Sketch                  | 6:20 |